# Nevidzany (okres Prievidza)
Nevidzany jsou obec na Slovensku v okrese Prievidza v Trenčínském kraji ležící na úpatí Strážovských vrchů. Žije zde 304 obyvatel.
První písemná zmínka o obci je z roku 1229. V obci je římskokatolická kaple Panny Marie.